# Скляров, Николай Васильевич
Николай Васильевич Скляров (1875—1920) — командир 2-й бригады 1-й Терской казачьей дивизии, генерал-майор, герой Первой мировой войны. Участник Белого движения.

## Биография
Из дворян Терской области.
Окончил Тифлисский кадетский корпус (1895) и Николаевское кавалерийское училище (1897), откуда выпущен был хорунжим в 1-й Сунженско-Владикавказский полк Терского казачьего войска.
Произведен в сотники 1 июня 1901 года, в подъесаулы — 1 июня 1905 года. 15 января 1906 года переведен в Николаевское кавалерийское училище младшим офицером, а 4 апреля того же года зачислен в списки лейб-гвардии Атаманского полка. Произведен в есаулы 18 апреля 1910 года. 16 октября 1912 года переведен в 1-й Горско-Моздокский полк Терского казачьего войска с переименованием в войсковые старшины. 19 апреля 1914 года назначен командующим льготным составом 2-го Волгского полка Терского казачьего войска, а 6 мая того же года произведен в полковники.
С началом Первой мировой войны, 30 июля 1914 года назначен командующим 2-м Волгским полком. Пожалован Георгиевским оружием
За то, что 16-го сентября 1914 года в бою у д. Яблоница, командуя отрядом из 6-ти сотен с артиллерией, атаковал противника, занимавшего сильно укрепленную позицию, занял 2 важных пункта неприятельского расположения, энергично продолжал наступление и обратил противника в паническое бегство, благодаря чему занял Яблоницкий перевал и захватил богатые трофеи.
Удостоен ордена Св. Георгия 4-й степени
За то, что в бою 25-го августа 1915 года у д. Дарахув, лично предводительствуя 1-й линией бригады генерал-майора Голощапова в составе 3-х сотен вверенного ему полка, не взирая на сильный огонь противника, атаковал в конном строю австрийцев в их окопах, пронесся через две линии укреплений противника, совершенно его расстроил. Трофеями этой славной атаки были: 5 действовавших пулеметов, 12 офицеров, 822 нижних чина и много оружия и снаряжения.
12 декабря 1916 года назначен командующим 2-й бригадой 1-й Терской казачьей дивизии, а 21 декабря произведен в генерал-майоры на основании Георгиевского статута, с утверждением в должности. В апреле—мае 1918 года командовал войсками Терского казачьего войска.
В 1918 году участвовал в Терском восстании, затем — в Белом движении в составе Вооруженных сил Юга России. С лета 1918 года командовал отрядом и полком, во ВСЮР — командир Терской конной бригады, в августе 1919 года — начальник Отдельной казачьей бригады. В декабре 1919 года был командирован вместе с бригадой на усиление 3-го армейского корпуса, отступавшего в Крым. В конце декабря присоединился ко 2-му армейскому корпусу, отходившему к Одессе. В январе 1920 года — начальник конной группы войск Новороссийской области. В Бредовском походе возглавлял конницу, прикрывавшую фланги основных сил, беженцев и обозов отступавшего отряда. С 12 февраля по 7 марта занимал оборону на польском фронте от села Струга до станции Деражня. После разоружения отряда поляками был интернирован в лагерь Дембия в Кракове. Умер 4 апреля 1920 года от тифа в том же лагере.
Был женат на Аделаиде Викторовне Гернет (1888—1962), их дочь Кира (1908—?) — манекенщица дома моды Калло в Париже, победительница конкурса мисс Россия в 1927 году.

## Награды
- Орден Святой Анны 3-й ст. (ВП 6.12.1905)
- Орден Святого Станислава 2-й ст. (1908)
- Орден Святой Анны 2-й ст. (6.12.1911)
- Орден Святого Владимира 3-й ст. с мечами (ВП 25.06.1915)
- Орден Святого Владимира 4-й ст. с мечами и бантом (ВП 27.06.1915)
- мечи к ордену Св. Анны 2-й ст. «за боевые отличия в Персии в 1911—1913 годах» (ВП 2.09.1915)
- мечи и бант к ордену Св. Станислава 3-й ст. (ВП 8.09.1915)
- Георгиевское оружие (ВП 10.11.1915)
- мечи к ордену Св. Станислава 2-й ст. (ВП 20.01.1916)
- мечи и бант к ордену Св. Анны 3-й ст. (ВП 21.04.1916)
- Орден Святого Георгия 4-й ст. (ВП 23.05.1916)
- старшинство в чине полковника с 6 мая 1912 года (ВП 1.07.1916)